# پاقلات
پاقلات روستایی از توابع بخش اشکنان شهرستان لامرد در استان فارس ایران است. توضیح بیشتر روستای پاقلات دیار نخل‌های همیشه استوار: روستایی کوچک در جنوبی‌ترین نقطه استان فارس. این روستا در بین روستاهای شهرستان دارای بیشترین شهید، دارای ۷ شهید می‌باشد. سردار شهید قاسم احمدی که یکی از سردارهای استان فارس می‌باشد در این روستای شهید پرور متولد شده است. این روستای کوچک با جمعیتی حدود ۱۲۰۰نفر دارای آب و هوایی گرم و خشک که توسط کوههای زاگرس احاطه شده، و به عنوان دروازه ورودی شهرستان لامرد از طرف بیرم لارستان محسوب می گردد. نزدیکترین کوه‌های معروف روستا از طرف جنوب کوه میرمبارک و از طرف شمال کوه گاوبست می‌باشد . تابستان‌هایش به علت نزدیکی به دریا طولانی، گرم و مرطوب است و زمستان‌هایش کوتاه، سرد و خشک. این روستای زیبا دارای چندین چشمه آب گرم است که عدهٔ زیادی را از مناطق اطراف برای درمان روماتیسم و بیماری‌های پوستی به خود جذب کرده. پوشش گیاهی آن، شامل بوته‌های خاردار، و گیاهان خاص گرمسیری است، که در فصول کم باران علوفه‌ای مفید برای چرای دام و طیور محسوب می‌گردد، درختانی همچون نخل و کنار در این روستا به وفور یافت می‌شود؛ که میوه‌هایش در شهرها و روستاهای اطراف به فروش می‌رسد. این روستا با قدمت چندین ساله‌اش زیست‌گاهی مناسب برای انواع حیوانات اهلی و وحشی است اگر از نظر تاریخی بخواهیم سیری کوتاه بر گذشته‌اش بیاندازیم؛ ساکنان اولیه این روستا اقوام آتش‌پرستی مشهور به اقوام گبر بودند که طبق اعتقادات و باورهای خودشان بر کوه‌های اطراف پاقلات ساکن بوده‌اند. این سرزمین در گذشته به عنوان گذرگاه تجاری محسوب می شده‌است

## جمعیت
این روستا در دهستان کال قرار دارد و بر اساس سرشماری مرکز آمار ایران در سال ۱۳۸۵، جمعیت آن ۱٬۰۰۷ نفر (۱۸۹ خانوار) بوده‌است.